# Grdovići (Arilje)
Grdovići (Servisch cyrillisch Грдовићи) is een plaats in de Servische gemeente Arilje. De plaats telt 471 inwoners (2002).